# Neufarner Berg
Der Neufarner Berg ist eine Erhebung im Landkreis Ebersberg östlich von München und bildet die Ostgrenze der Gemeinde Vaterstetten und ihrem Ortsteil Neufarn zur Gemeinde Anzing.

## Geographie

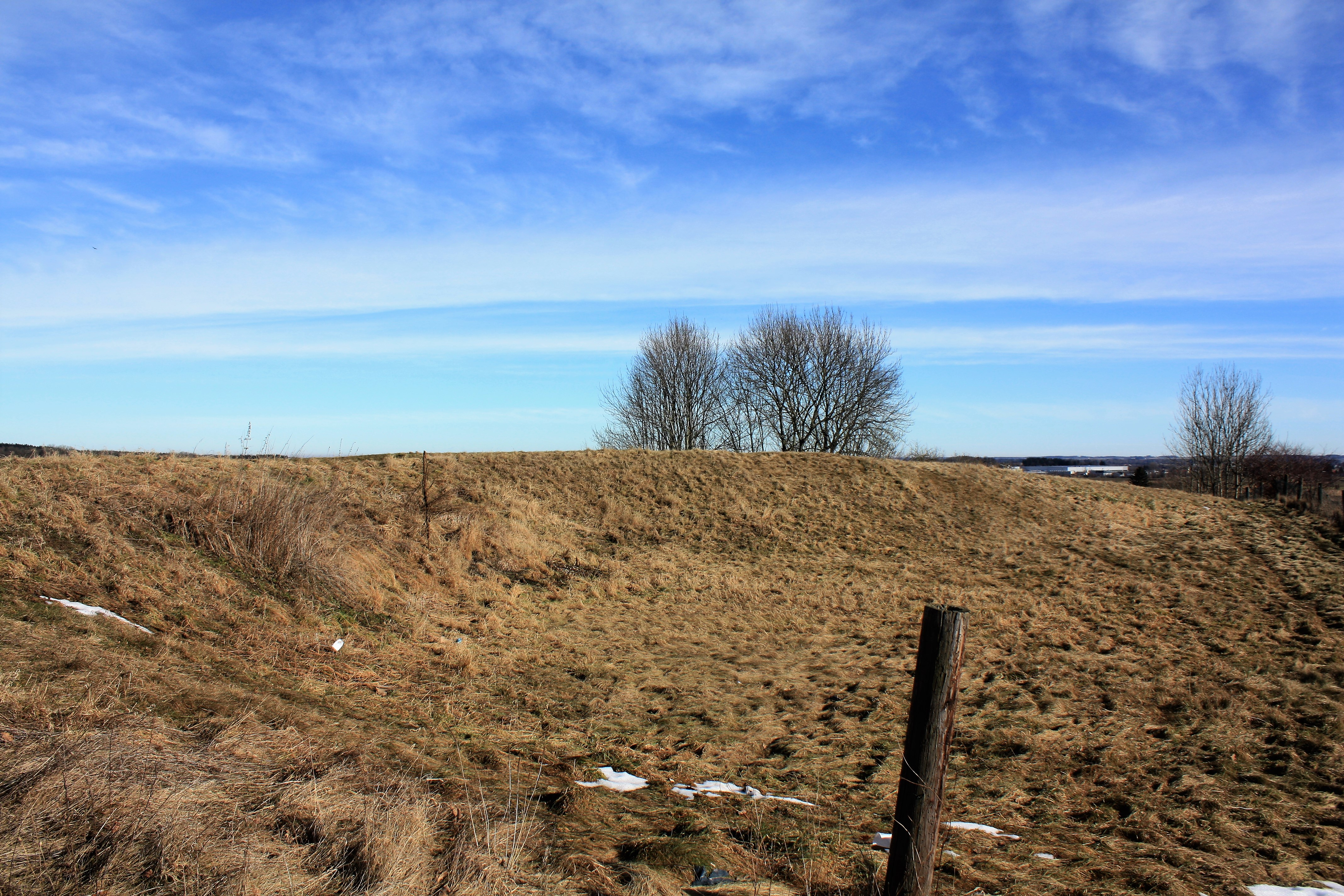
Die ehemalige Abdeckergrube auf dem Berg

Der Neufarner Berg hat eine Höhe von 552 m und liegt damit 25 bis 30 Meter über der Umgebung. Über ihn führt die Kreisstraße EBE 5 (ehemals Bundesstraße 12), die hier Münchener Straße heißt und Neufarn und Anzing verbindet. Parallel dazu gibt es einen Fußweg. Früher verlief hier die Salzstraße nach München. Als die Straße 1902 ausgebaut wurde, flachte man den Berg deutlich ab. Ein Feldweg führt weiter nördlich von Neufarn aus auf den höchsten Punkt des Berges. Die alte Eiche, die markant auf dem Gipfel stand, wurde gefällt. Schon 1860 wurde der hier aufgestellte Galgen abgebaut, der zum Schlachten von Tieren verwendet wurde. Am Aussichtspunkt stehen ein Wegkreuz und einige Sitzbänke. Franz Xaver Weiller, ein Herbergerbauer aus der Gegend, stiftete das Kreuz als Dank für seine Rückkehr aus dem Ersten Weltkrieg. 1923 stiftete Menzinger ein Feldkreuz in Richtung Neufarner Berg bei der Herberger Grube. An der Ostflanke liegen die zu Anzing gehörenden Weiler Ranharting und Froschkern. Nördlich verläuft die A 94.

## Sage von den Feuermännlein
Einer Sage nach erschienen früher nach Sonnenuntergang auf der auch Galgenberg genannten Anhöhe Feuermännlein, die bei den Fuhrleuten solchen Schrecken verbreiteten, dass diese lieber im Gasthaus in Neufarn übernachteten, statt den Berg noch nach Anbruch der Dunkelheit auf dem Weg nach Anzing zu überqueren. Die Feuermännlein lebten in der Abdeckergrube des Galgens. Meist waren sie nur als herumspringende Funken zu sehen, doch griffen sie auch manchmal nach der Peitsche der Fuhrleute, sprangen auf das Handross und übernahmen den Wagen, bis die Kuppe des Berges erreicht war. Dann gaben sie die Peitsche an den Fuhrmann zurück. Auf ihr konnte man die Finger der Feuermännlein eingebrannt erkennen. Ein Leid taten sie weder Mensch noch Tier an. Als sich ein Fuhrmann bei einem Feuermännlein einmal für die Führung durch die Nacht bedankte, bedankte sich auch das Männlein. Durch seinen Dienst sei es nun erlöst. Mit dem Ende der Pferdefuhrwerke als Transportmittel geriet die Sage von den Feuermännlein nahezu in Vergessenheit.

## Wasenmeister
Um das Jahr 1907 wurde auf der Vaterstetter Seite des Berges ein Wasenmeister-Haus errichtet. Die Eigentümerin, die es im Jahr 2013 erworben hatte, begann mit einer Sanierung des Gebäudes, in dessen Folge zwei der vier Wände und das Dach entfernt und ein nicht genehmigter Keller eingebaut wurden. Die Gemeinde verhängte im Jahr 2014 einen Baustopp mit der Begründung, dass ein Abriss vorliege und dadurch keine Genehmigung zum Neubau eines reinen Wohngebäudes im Außenbereich der Gemeinde vorhanden sei. Die Möglichkeit einer Duldung, beispielsweise wegen lange bestehender Nutzung als Wohnhaus sei mit dem Abriss ebenfalls erloschen. Die Gemeinde unterstützte den Wiederaufbau, sah sich aber wegen dieser rechtlichen Beschränkungen nicht in der Lage, ihn zu genehmigen. Die Eigentümerin wandte sich an den Petitionsausschuss des Landtages. Dieser empfahl im Frühjahr 2015 – ohne rechtliche Grundlage – der Gemeinde, den Wiederaufbau zu erlauben, jedoch ohne bauliche Veränderungen, wie den Keller. Der Bauausschuss der Gemeinde folgte im Juni 2015 dieser Empfehlung und beschloss die Erteilung der Baugenehmigung. Im Januar 2016 wurde jedoch bekannt, dass diese noch immer nicht erfolgt war, da die Oberbayerische Regierung die Gemeinde angewiesen hatte, den Ausgang des Zivilverfahrens zwischen der Eigentümerin und dem beauftragten Bauunternehmer abzuwarten. Sollte sie das Verfahren gewinnen, könne die Rekonstruktion als eine Art Wiedergutmachung genehmigt werden. Im September 2016 kündigte die Regierung jedoch an, von ihrem Ermessen Gebrauch zu machen und den Weg freizumachen für die Rekonstruktion des Hauses.

## Sonstiges
Auf dem Berg finden traditionell Sonnwendfeuer statt. Das Feuer befindet sich jedes Mal in der ehemaligen Abdeckergrube.

## Galerie

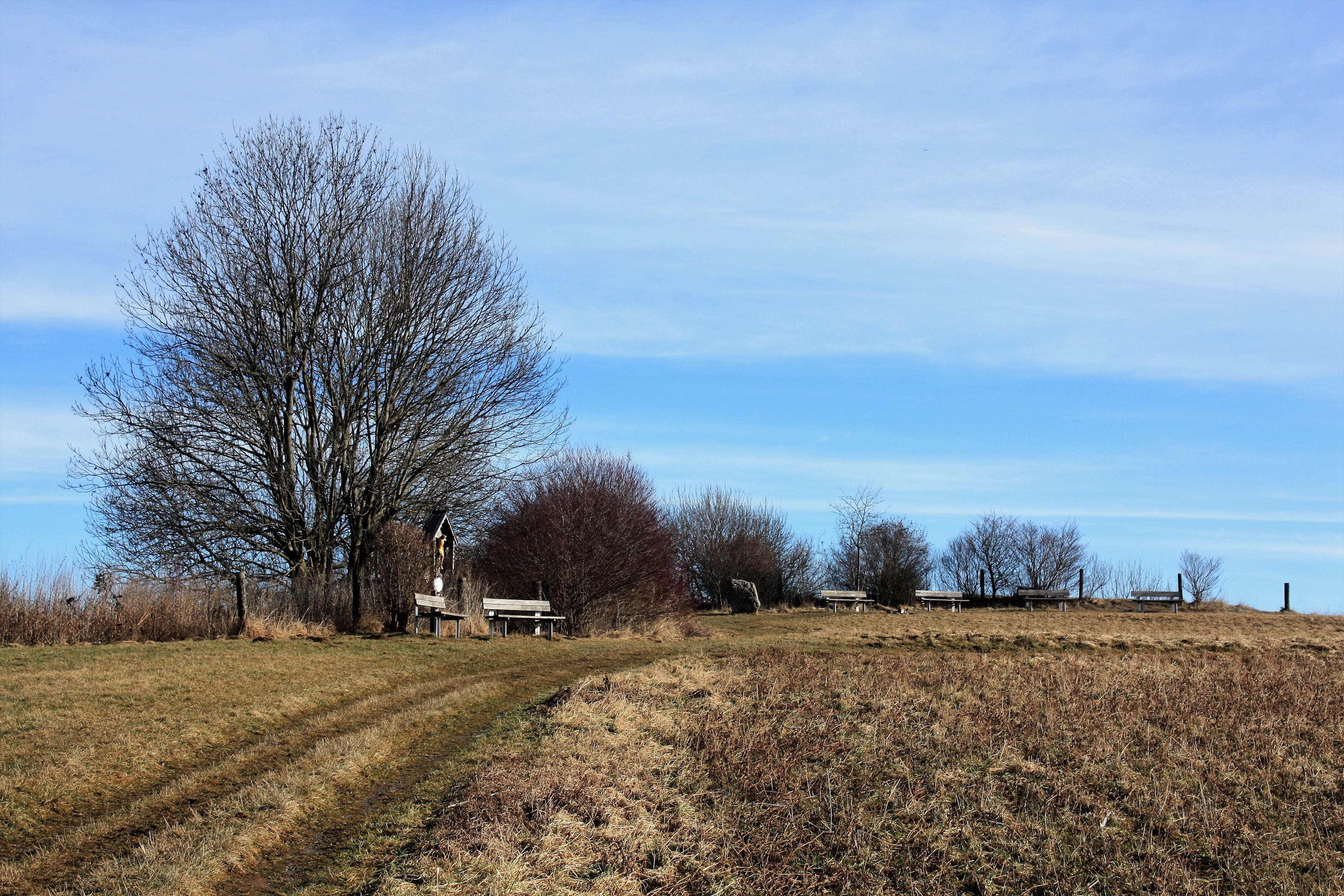
Der „Gipfel“
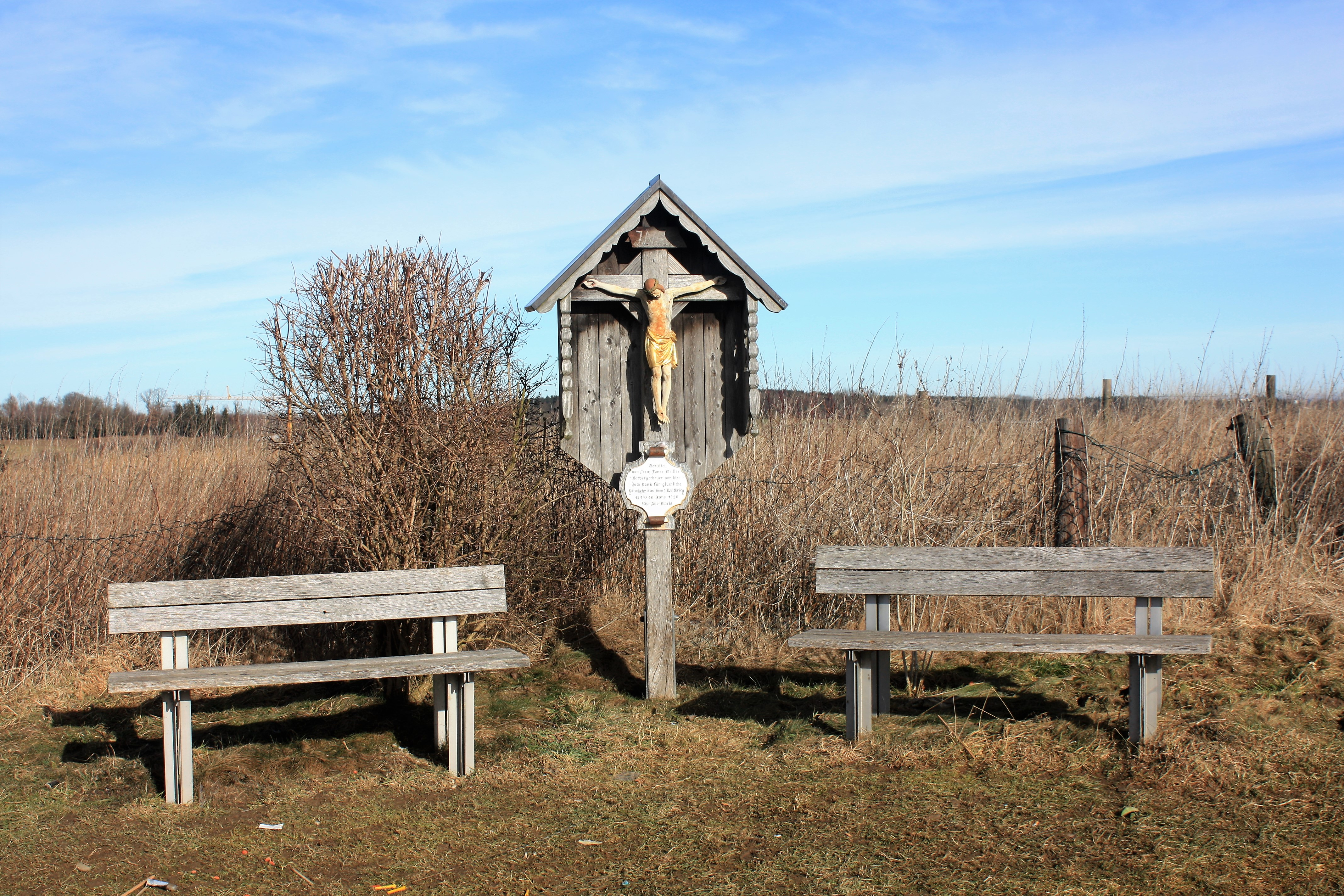
Das Wegkreuz
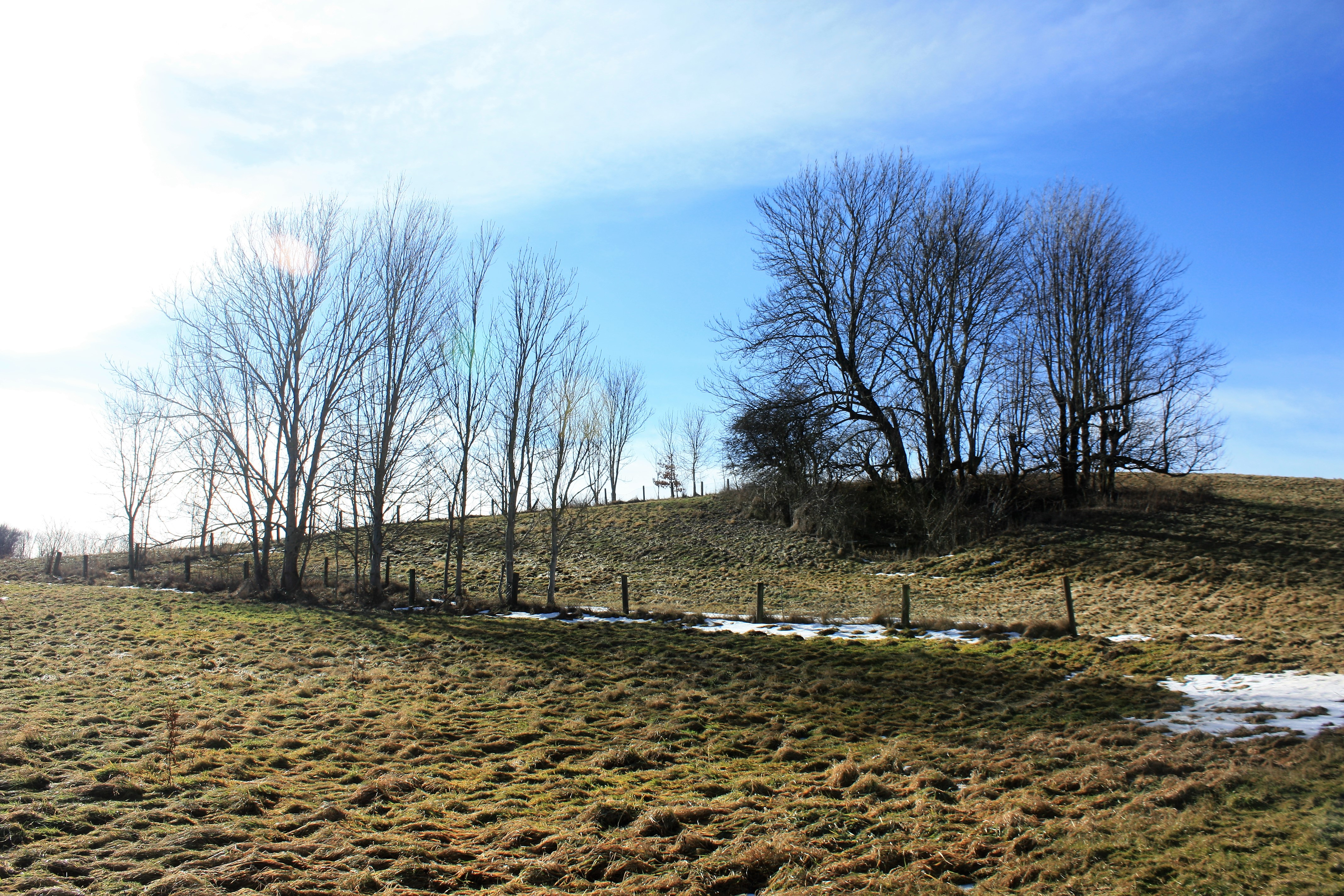
An der Ostflanke
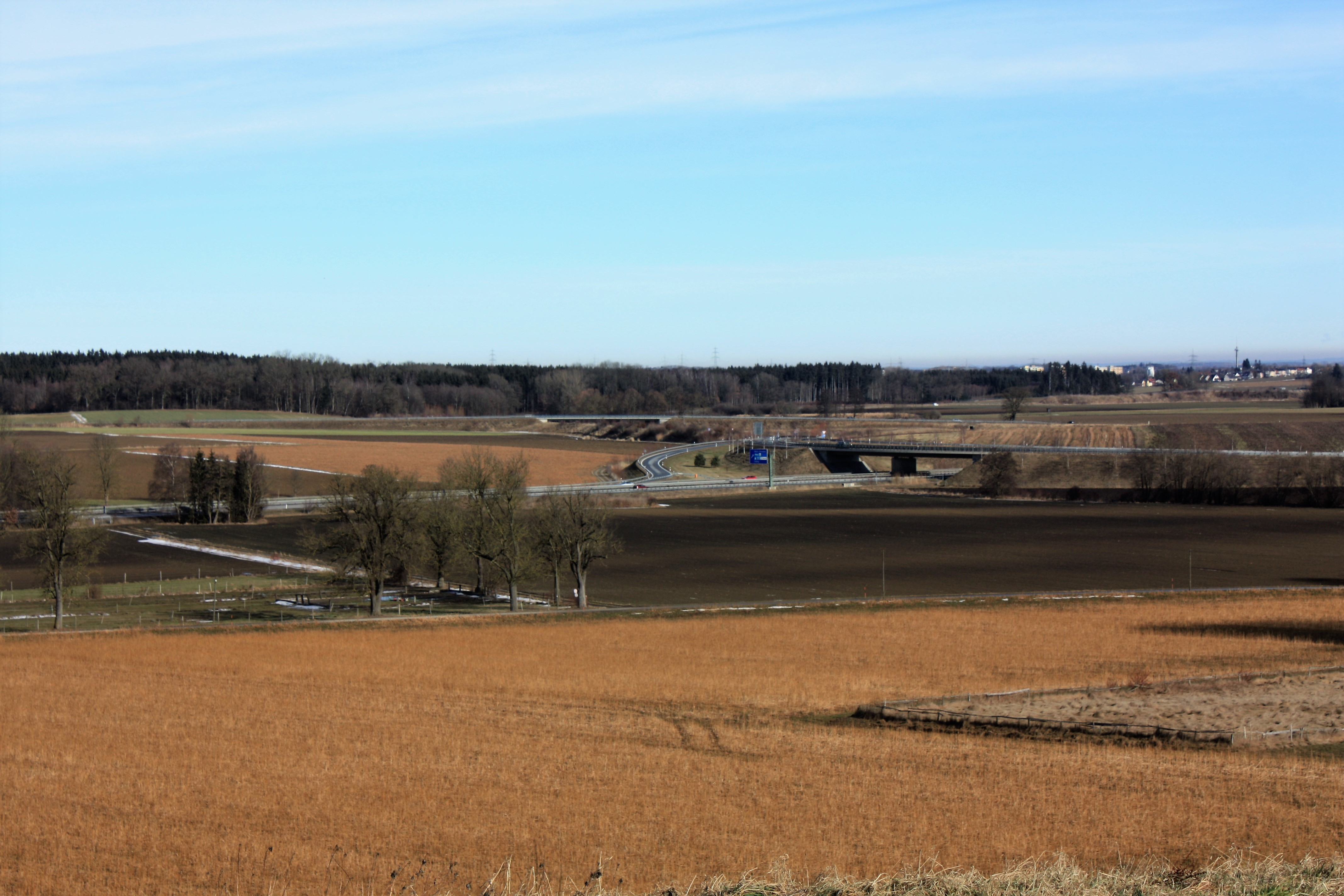
Blick vom höchsten Punkt auf die Autobahn
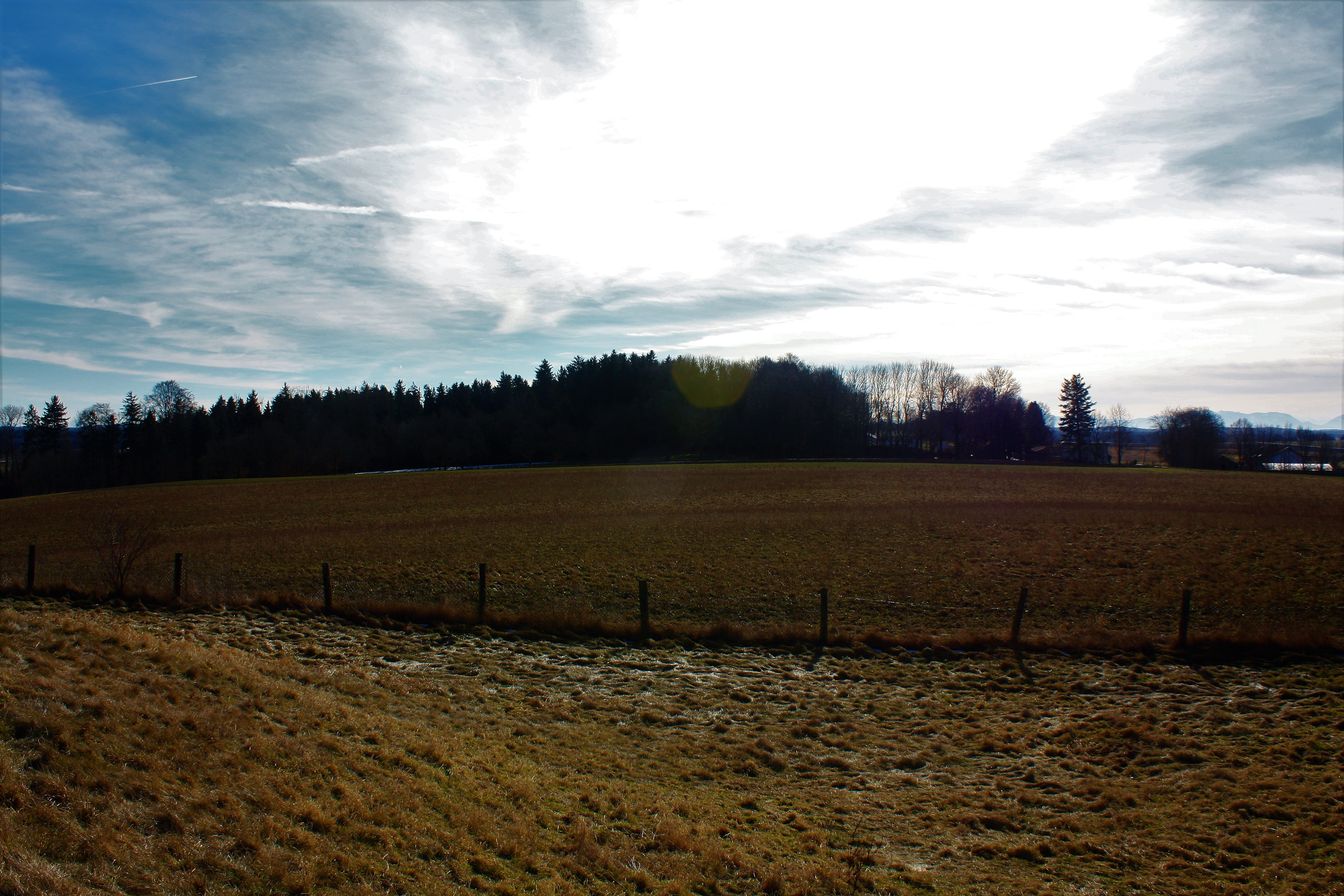
Blick Richtung Süden zur Kreisstraße
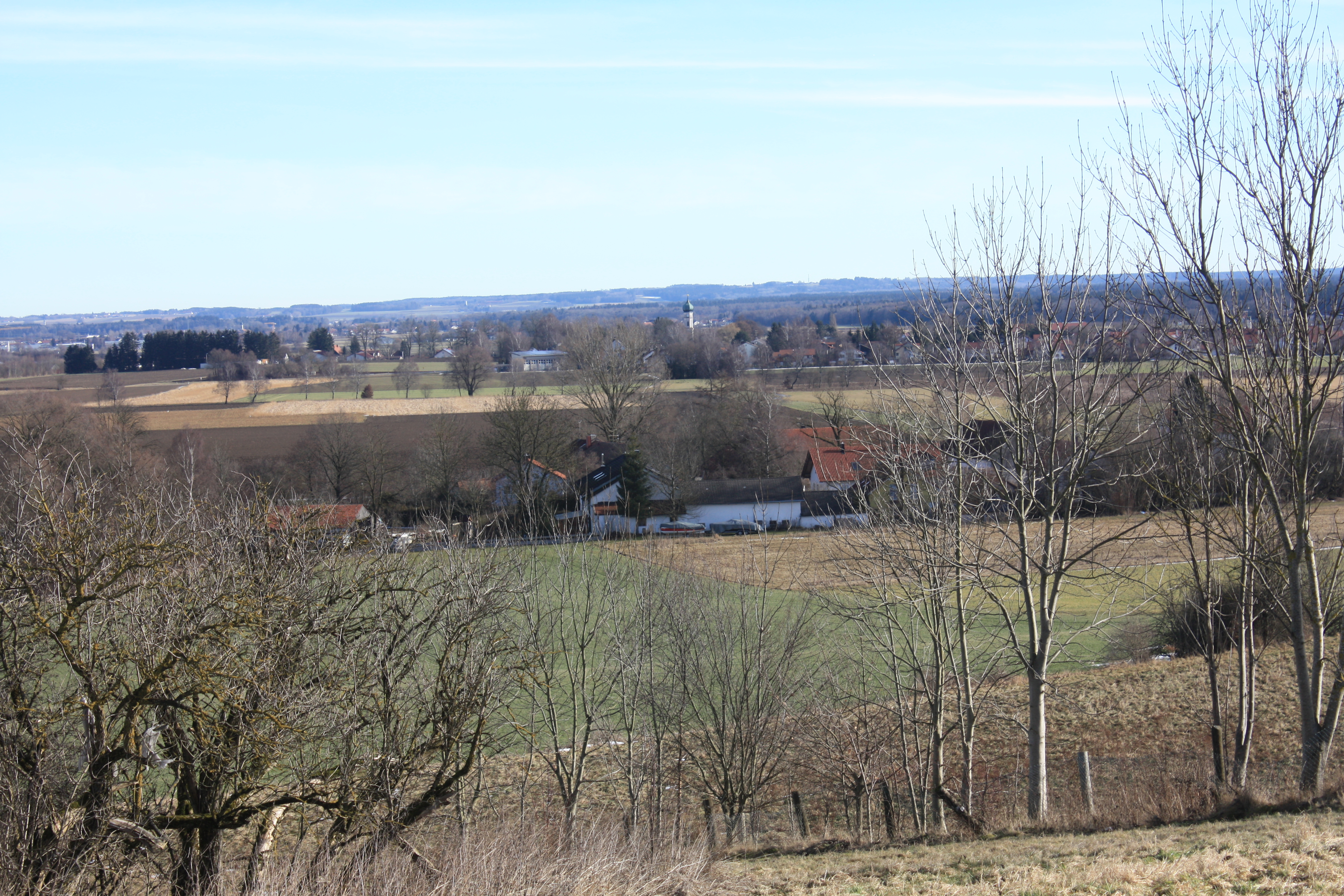
Blick auf Froschkern und weiter hinten Anzing
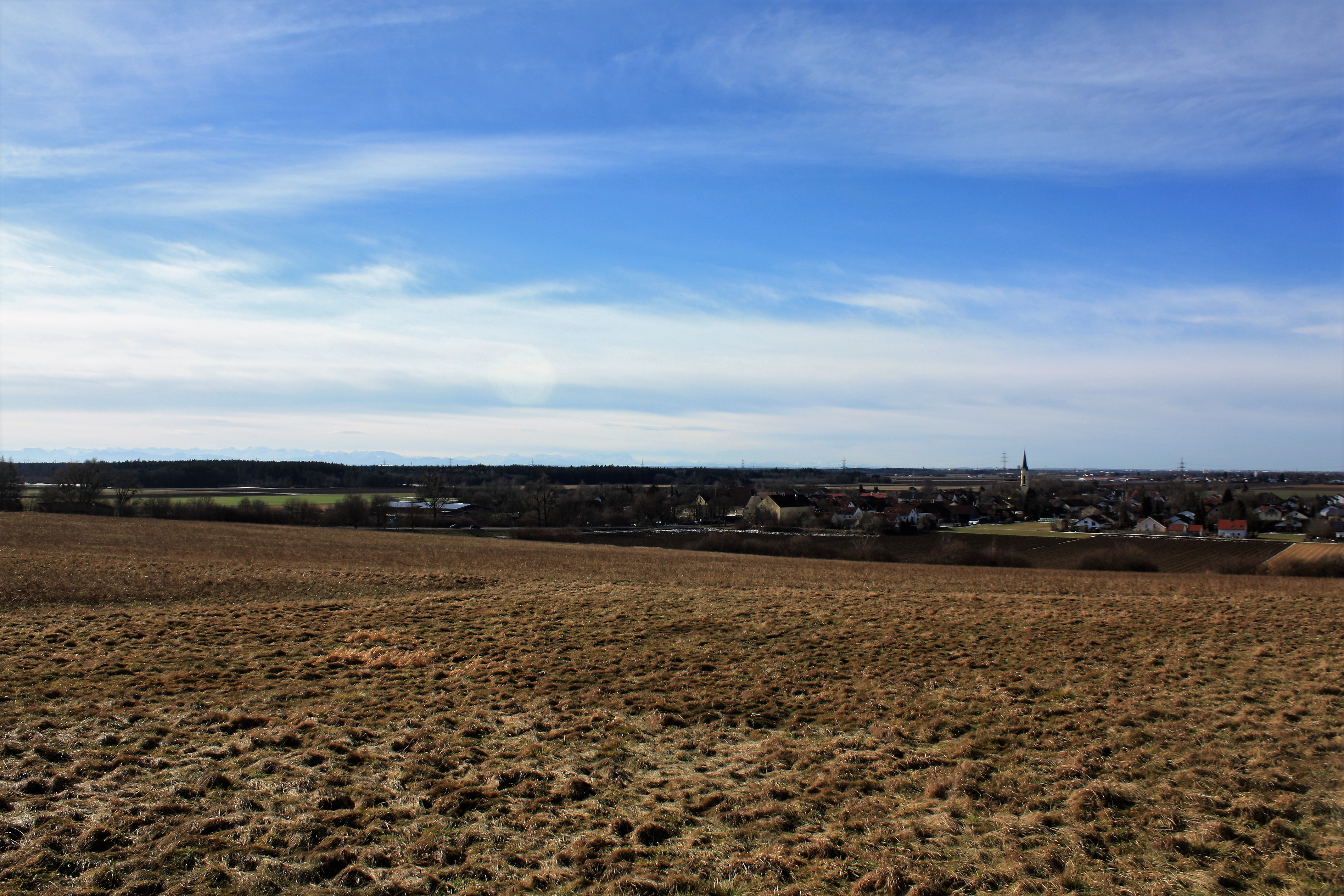
Blick auf Neufarn